# Da Lou
 (mai 2017).
Le contenu est difficilement compréhensible vu les erreurs de traduction, qui sont peut-être dues à l'utilisation d'un logiciel de traduction automatique.
Pour les articles homonymes, voir Machado.
Louise Cristine Machado (Rio de Janeiro, 16 septembre 1983) est une chanteuse et autrice-compositrice de pop rock brésilienne connue sous le nom de Da Lou. Ancienne participante du Festival de danse de Joinville et du Chœur d'Univille, sélectionnée avec le groupe Coletivo XYZ pour le 40e Collectif d'artistes, elle surveille la Biennale de Porto Alegre et est professeure d'art. Louise Cristine Machado a exercé divers métiers mais sa vocation principale est la musique. Adepte de la guitare depuis l'âge de 17 ans, elle enregistre son premier single « A noite » en partenariat avec le producteur Rick Bonadio.

## Carrière musicale

### 2012:A Noiteet usine à rêves
Adepte de la guitare depuis l'âge de 17 ans, elle enregistre son premier single « A noite » en partenariat avec le producteur Rick Bonadio
Elle est la première artiste à participer au projet « Usine à rêves » en 2012, promu par le producteur de musique Rick Bonadio, qui a produit Snuff, NX Zero, Rouge, Charlie Brown Jr. et d'autres. Elle a été choisie par le producteur dans une action sur le web demandant aux musiciens de tout le Brésil d'envoyer leurs œuvres au producteur. Da Lou a ensuite envoyé une vidéo personnelle de sa chanson « A noite » qui a été choisie pour participer au projet. Rick Bonadio envoie Da Lou à São Paulo pour enregistrer au studio Midas Music.  Après avoir terminé, Rick Bonadio déclare que si l'enregistrement rencontrait un franc succès au niveau local, il l'appellerait pour enregistrer un CD. « A noite » est devenu le premier single de la carrière de la chanteuse, et remporte un clip. 

### 2013-présent
Le 16 septembre 2013, un an après le single « A noite », Da lou sort le jour de son anniversaire le clip vidéo de la chanson « Teu Olhar ». En octobre 2013, Da Lou participe à l'émission de télévision TV Xuxa diffusée sur la chaîne Rede Globo. Le 15 novembre 2014, le journal télévisé Jornal do Almoço RBS TV de Rede Globo présente en exclusivité son nouveau single « Perdi Meu Tempo » et fait la promotion de son clip vidéo.

## Discographie

### Simple
- 2012 : A Noite[7]
- 2013 : Teu Olhar
- 2014 : Perdi Meu Tempo [8]